# Johannes Bureus

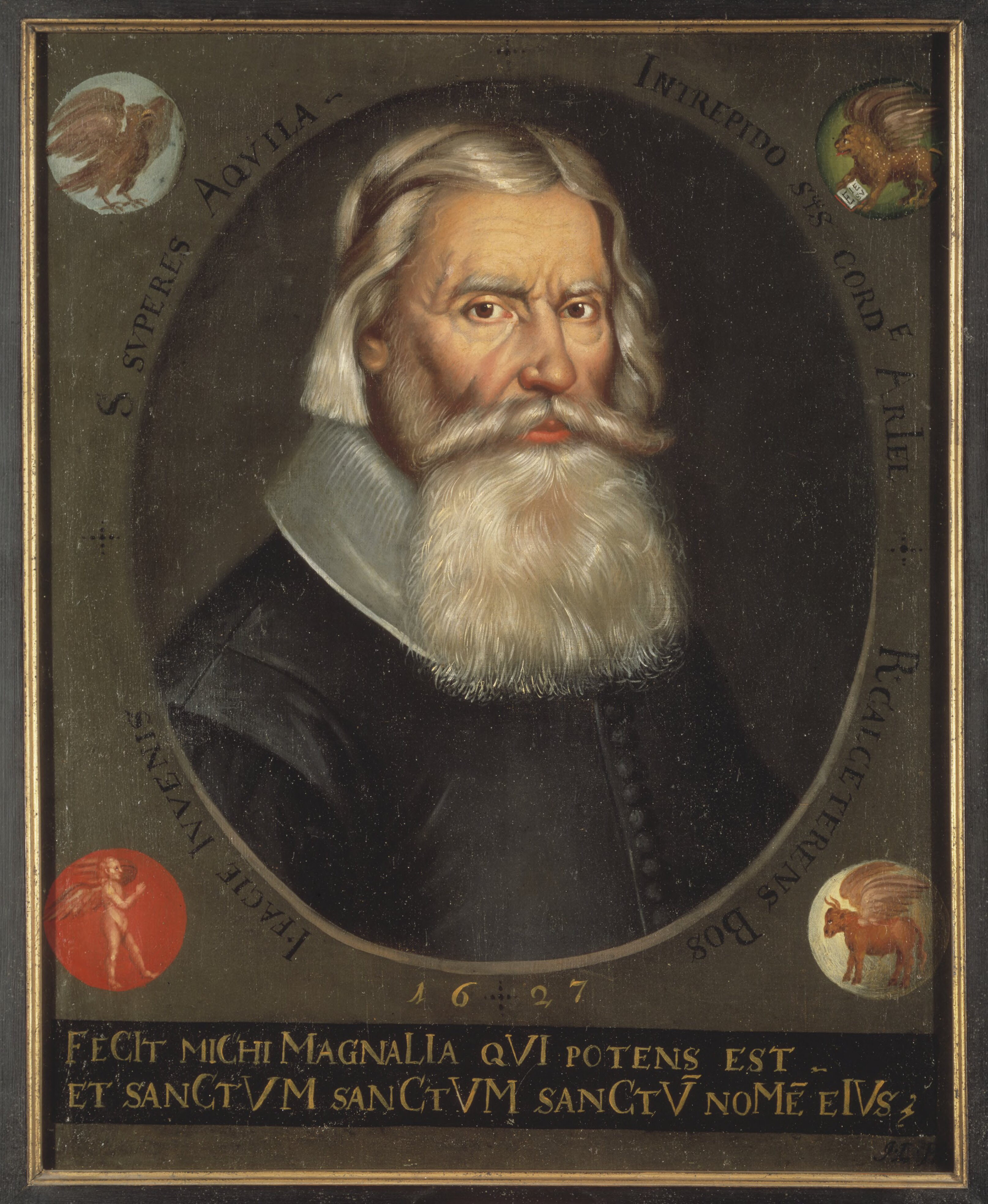
Johannes Bureus

Johannes Thomae Agrivillensis Bureus, ook wel Johan Bure, (Uppsala, 1568 - 1652) was een Zweedse archivaris.
Op jonge leeftijd raakte hij geïnteresseerd in esoterische zaken zoals de joodse Kabbala en de Rozenkruisergeschriften. Daarnaast werd hij geïntrigeerd door de runenstenen waarvan er in zijn tijd nog veel te vinden waren. Bureus is ook vooral bekend geworden omdat hij runenstenen natekende en vertaalde, een eigen runenalfabet ('futhark') maakte, een 'runen-leerboekje' schreef en dit onderwees aan leden van de Zweedse koninklijke familie. Zijn runen-systeem is een combinatie van zijn esoterische interesses en zijn onderzoek naar de runen.